# 10233 Le Creusot
10233 Le Creusot è un asteroide della fascia principale. Scoperto nel 1997, presenta un'orbita caratterizzata da un semiasse maggiore pari a 2,7257015 UA e da un'eccentricità di 0,0879543, inclinata di 2,58211° rispetto all'eclittica.
Dal 4 maggio al 28 luglio 1999, quando 10642 Charmaine ricevette la denominazione ufficiale, è stato l'asteroide denominato con il più alto numero ordinale. Prima della sua denominazione, il primato era di 9999 Wiles.
L'asteroide è dedicato all'omonima località francese.